# Rosse lijstergaai
De rosse lijstergaai (Pterorhinus poecilorhynchus, synoniem Garrulax poecilorhynchus) is een zangvogel uit de familie Leiothrichidae.

## Verspreiding en leefgebied
Deze soort is endemisch in Taiwan.

## Status
De grootte van de populatie is niet gekwantificeerd maar de soort wordt omschreven als schaars tot vrij algemeen. Op de Rode lijst van de IUCN heeft deze soort de status niet bedreigd.